# Halah

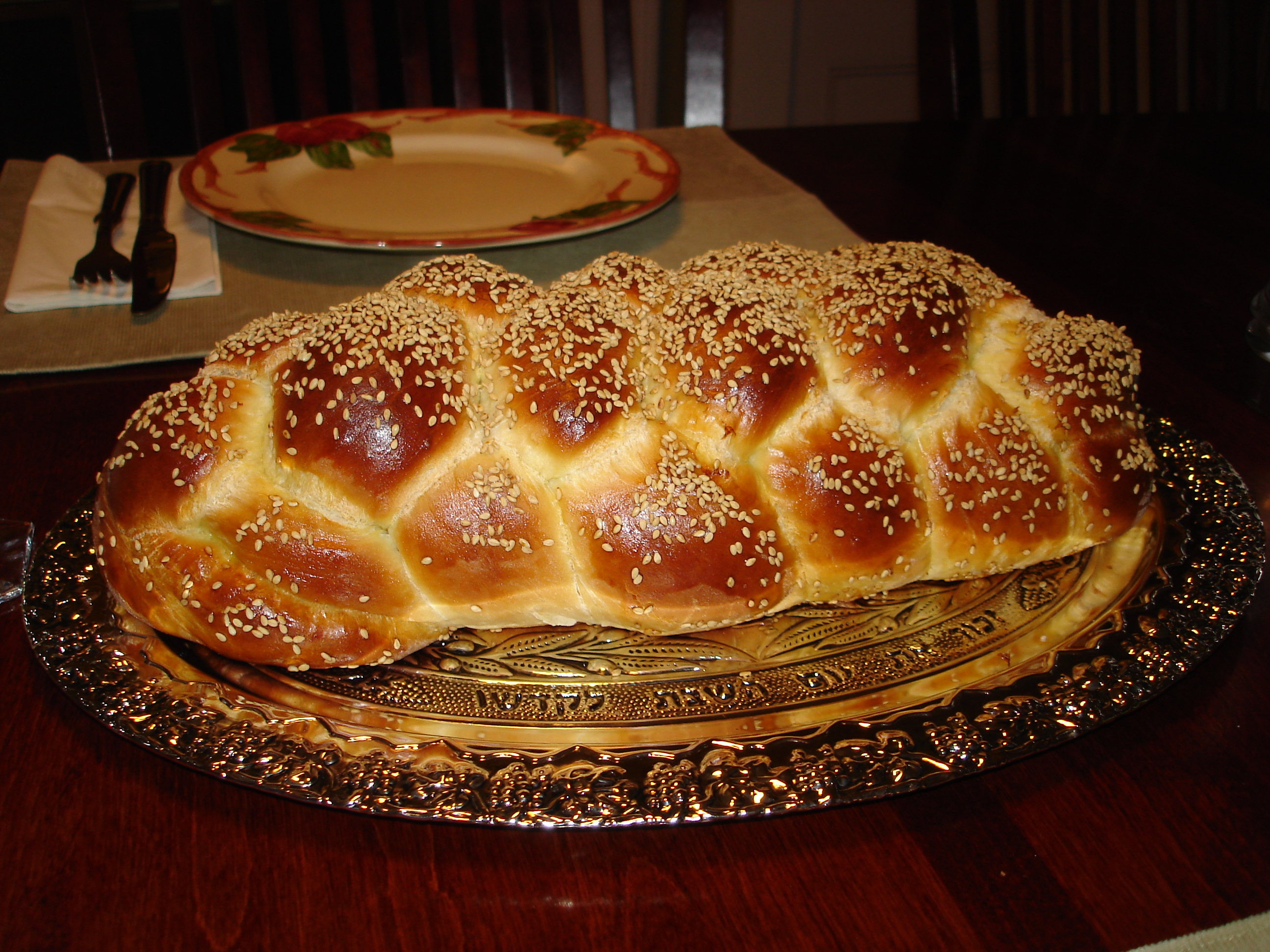
Halah amb llavors de sèsam.

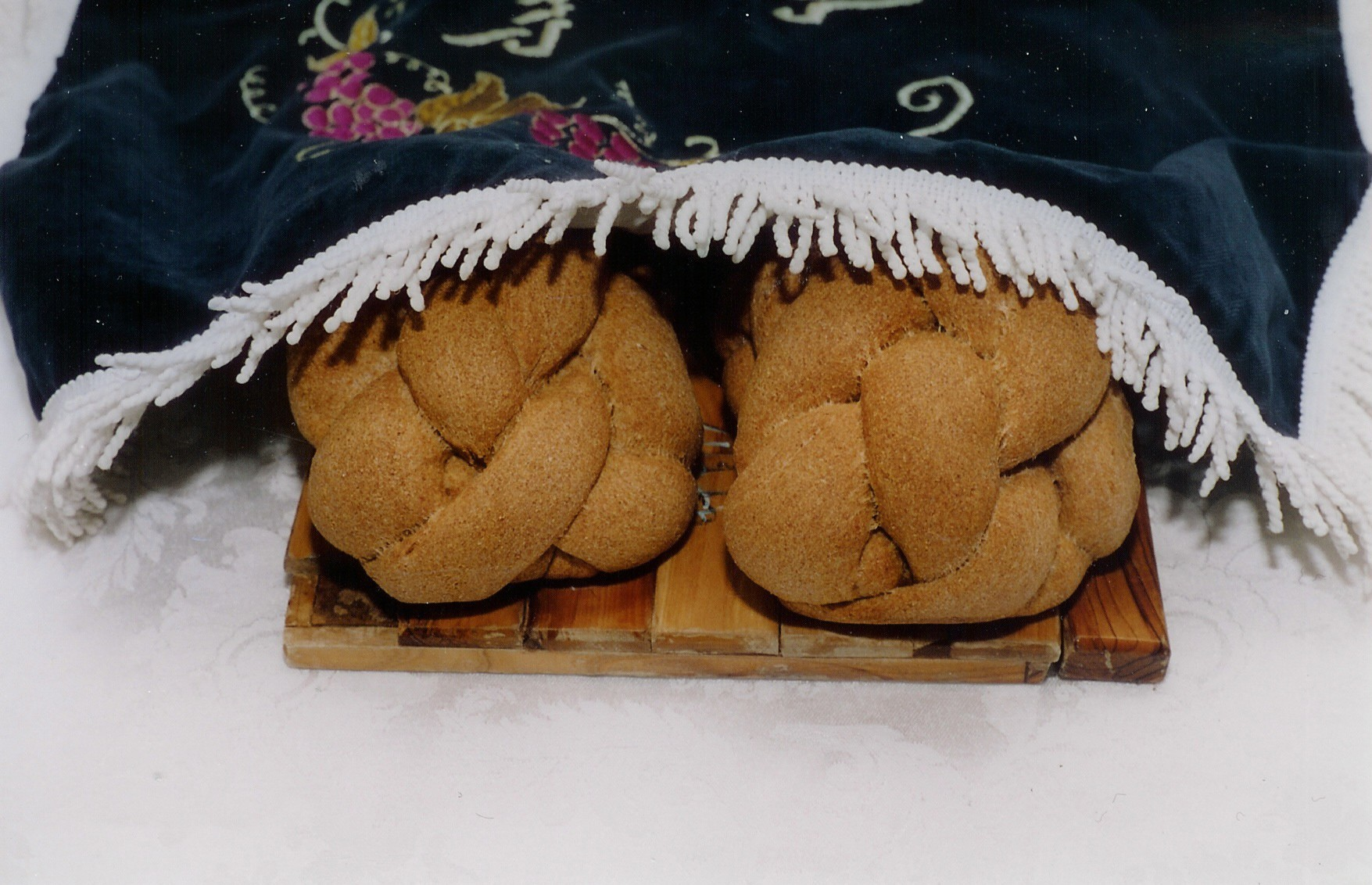
Dues halot casolanes amb el tradicional cubridor de chalah brodat

La halah (en hebreu: חלה) és un pa trenat especial que es consumeix en Shabat i en les festivitats jueves, excepte durant la festa de Pessa'h. Una de les 613 Mitsvot és menjar la halah durant el Shabat. Segons la religió jueva, l'àpat ha de contenir pa. Al començament de l'àpat, es beneeix la halah com el pa, amb l'oració hamotzi lehem min haaretz. El significat original de la paraula halah és un petit tros de massa. Tal porció, de la grandària d'un ou, era donat als cohanim en l'època del Temple de Jerusalem.